# 芒特赫蒙 (北卡羅萊納州阿拉曼斯縣)
芒特赫蒙（英語：Mount Hermon）是位於美國北卡羅萊納州阿拉曼斯縣的非建制地區。

## 地理
芒特赫蒙所處的海拔為高於海平面301米（即987英呎），而該地所採用的時區為UTC-5，即北美东部时区（EST）。同時該地設有夏令時間，為UTC-5調快一小時，即UTC-4（EDT）。